# Janni Lund Johansen
Janni Lund Johansen (* 14. Januar 1976) ist eine ehemalige dänische Fußballspielerin. Als Nationalspielerin nahm sie 1997 an der Europa- und 1999 an der Weltmeisterschaft teil und kam in jeweils drei Turnierspielen zum Einsatz.

## Karriere

### Vereine
Lund Johansen spielte in ihrer Jugend zuletzt bis Juni 1993 für den in Sengeløse in der Kommune Høje-Taastrup ansässigen Sengeløse Idrottsförening Fußball.
Im Seniorinnenbereich war sie das erste Mal für den Ballerup-Skovlunde Fodbold von 1993 bis 1996 in der Eliteserien, der unter diesem Namen seinerzeit höchsten Spielklasse im dänischen Frauenfußball aktiv. Von 1996 bis 1998 spielte sie für den Ligakonkurrenten Boldklubben  Rødovre, mit dem sie zweimal das Pokalfinale erreichte. 1996 im Parken noch mit 1:3 Fortuna Hjørring unterlegen, gelang ein Jahr darauf der Pokalsieg, der mit dem 1:0-Sieg über den Hjortshøj-Egaa Idrætsforening aus Aarhus errungen wurde.
Das erste und einzige Mal im Ausland, spielte sie für den Bundesligisten Sportfreunde Siegen. In der höchsten deutschen Spielklasse bestritt sie zehn Punktspiele, in denen ihr vier Tore gelangen. Sie wurde an den ersten acht Spieltagen der Saison 1998/99 sowie am 10. und 11. Spieltag eingesetzt. Bereits zum Saisonstart am 22. August 1998 beim 5:2-Sieg im Heimspiel gegen den SSV Turbine Potsdam erzielte sie mit der 3:2-Führung in der 65. Minute sogleich ihr erstes Tor.
Nach Dänemark zurückgekehrt, gehörte sie dem Frederiksberg Boldklub (FB) aus der gleichnamigen Kommune im Großraum Kopenhagen eine Saison lang an, bevor sie zum Ligakonkurrenten Brøndby IF gewechselt, für diesen von 2000 bis 2005 um Punkte und Meisterschaft spielte. Mit der Mannschaft gewann sie viermal in Folge die Meisterschaft und zweimal den nationalen Vereinspokal.

### Nationalmannschaft
Lund Johansen debütierte als Nationalspielerin der DBU in der U17-Nationalmannschaft, für die sie in zwei Jahren zwölf Länderspiele bestritt. Am 9. Juni 1991 kam sie in einem in Freundschaft ausgetragenen Länderspiel gegen die U17-Nationalmannschaft Norwegens zu ihrem Debüt, das in Ås 1:1 unentschieden endete. Ein weiteres Freundschaftsspiel bestritt sie am 6. Mai 1992 in Vildbjerg bei der 1:2-Niederlage gegen die U17-Nationalmannschaft Schwedens. Davor (1. bis 6. Juli 1991) und danach (29. Juni bis 4. Juli 1992) bestritt sie jeweils fünf Spiele im altersbezogenen Turnier um den Nordic Cup. 1991 belegte sie mit ihrer Mannschaft hinter der Mannschaft aus Schweden den zweiten Platz, 1992 ging sie mit ihrer Mannschaft als Sieger vor der Mannschaft aus Schweden aus dem Turnier hervor. Am 1. Juli 1991 erzielte sie in Lahti beim 6:1-Sieg über die U17-Nationalmannschaft der Niederlande ihre ersten vier von insgesamt acht Länderspieltoren.
Am 31. Mai 1994 debütierte sie in der U21-Nationalmannschaft, die das Freundschaftsspiel gegen die U21-Nationalmannschaft Norwegens in Kopenhagen mit 2:2 unentschieden beendete. Danach kam sie in jeweils vier Spielen im altersbezogenen Turnier um den Nordic-Cup 1994 und 1996 zum Einsatz. Gegen die U21-Nationalmannschaften Finnlands (4:1 am 7. August 1994), Deutschlands (3:1 am 30. Juli 1996) und der Niederlande (3:1 am 1. August 1996) gelang ihr jeweils ein Tor. 1996 erreichte sie mit ihrer Mannschaft das Finale, in dem sie jedoch der U21-Nationalmannschaft Norwegens mit 0:1 unterlegen war.
Für die A-Nationalmannschaft bestritt sie in acht Jahren 41 Länderspiele. Sie nahm mit ihrer Mannschaft am Turnier um den Algarve-Cup 1997, 2000, 2003 und 2004 teil. In den ersten beiden Turnieren kam sie jeweils in vier, in den letzten beiden in jeweils drei Spielen zum Einsatz. Im ersten Turnier kam sie im ersten Spiel der Gruppe A beim 4:1-Sieg über die Nationalmannschaft Finnlands in Silves zu ihrem A-Länderspieldebüt. In ihren neun in Freundschaft ausgetragenen Länderspielen kam sie mit vier Begegnungen am häufigsten gegen die Nationalmannschaft Deutschlands zum Einsatz, gegen die sie auch ihre einzigen Tore erzielte (2:2 am 27. Mai 1997 in Kopenhagen, 2:6 am 25. Mai 2003 in Haderslev).
Sie bestritt ferner zehn EM-Qualifikationsspiele, in denen ihr sieben Tore gelangen sowie zwei WM-Qualifikationsspiele. Daraus resultierend nahm sie mit ihrer Mannschaft an der Europameisterschaft 1997 und an der Weltmeisterschaft 1999 teil. Sie bestritt alle drei Spiele der EM-Gruppe B sowie alle drei Spiele  der WM-Gruppe A, in der ihr im zweiten Spiel, am 24. Juni 1999 in Portland bei der 1:3-Niederlage gegen die Nationalmannschaft Nordkoreas, das einzige Tor (zum Endstand in der 73. Minute) ihrer Mannschaft gelang.

## Erfolge
Nationalmannschaft
- U21-Nordic-Cup-Finalist 1996
- U17-Nordic-Cup-Sieger 1992, -Zweiter 1991

Brøndby IF
- Dänischer Meister 2003, 204, 2005, 2006
- Dänischer Pokal-Sieger 2004, 2005, -Finalist 2001, 2002

Frederiksberg FB
- Dänischer Pokal-Finalist 1999, 2000

BK Rødovre
- Dänischer Pokal-Sieger 1997, -Finalist 1996